# سالینا
سالینا (به لاتین: Saliena) یک روستا در لتونی است که در شهرداری دوگوپیلس واقع شده‌است. سالینا ۳۰۲ نفر جمعیت دارد.